# Galván (República Dominicana)
Galván es un municipio de República Dominicana, que está situado en la provincia de Bahoruco.

## Límites
Municipios limítrofes:
|              | Norte: Vallejuelo  |              |
| Oeste: Neiba |                    | Este: Tamayo |
|              | Sur: Mella y Neiba |              |

## Distritos municipales
Está formado por los distritos municipales de:
| Nombre    | Código   |
| --------- | -------- |
| Galván    | 06030201 |
| El Salado | 06030202 |

## Historia
Anteriormente recibía el nombre de Cambronal debido a la abundancia de los árboles de cambrón. En 1943 su nombre cambió a Galván en honor al  novelista e historiador dominicano Manuel de Jesús Galván. Fue elevado a municipio el 12 de mayo de 1997.

## Economía
Sus principales actividades económicas son el cultivo, principalmente  plátanos y uvas, y la producción de vinos. Esta comunidad también se beneficia de sus ingresos de las remesas.